# Paddy Driscoll
John Leo Driscoll (Evanston, Illinois, 11 de enero de 1895 – Chicago, Illinois, 29 de junio de 1968), más conocido como Paddy Driscoll, fue un jugador profesional estadounidense de fútbol americano que se desempeñó en la posición de quarterback y halfback en la National Football League (NFL). Es miembro del Salón de la Fama del Fútbol Americano Profesional.

## Carrera
Driscoll jugó como profesional dos temporadas en Hammond Pros (1917, 1919), después pasó a Chicago Cardinals (1920), luego a Chicago Bears (1920), posteriormente vuelve a Chicago Cardinals (1921-1925), y finalmente, se une nuevamente a Chicago Bears, donde jugó cuatro temporadas (1926-1929), y fue el equipo en el que se retiró.

## Reconocimiento
El 12 de septiembre de 1965 fue seleccionado para ser miembro del Salón de la Fama del Fútbol Americano Profesional.